# Vuelta a España 2024/2. Etappe
Die 2. Etappe der Vuelta a España 2024 fand am 18. August 2024 statt. Sie bildete den zweiten Teil des Auslandstarts der 79. Austragung des spanischen Etappenrennens in Portugal. Die Strecke führte über 191 hüglige Kilometer von Cascais ins nördlichere Ourém. Nach der Etappe hatten die Fahrer 206 Kilometer absolviert, was 6,24 % der Gesamtdistanz entspricht.
Den Etappensieg sicherte sich der Australier Kaden Groves (Alpecin-Deceuninck), der sich im Massensprint vor Wout van Aert (Team Visma-Lease a Bike) und Corbin Strong (Israel-Premier Tech) durchsetzte. Wout van Aert übernahm aufgrund der Zeitbonifikationen das Rote Trikot.

## Streckenverlauf
Nach dem offiziellen Start führte die Strecke auf der N247 entlang der Atlantikküste nach Malveira da Serra, ehe es durch den Quinta do Pisão ging. Hier wurde bei Kilometer 8,9 mit der Alto do Lagoa Azul (284 m) eine Bergwertung der 4. Kategorie ausgefahren. Nördlich des Circuito do Estoril ging es Richtung Sintra, wobei der Palácio Nacional da Pena passiert wurde. Über Montelavar und Igreja Nova wurde Mafra erreicht, bevor es bergab nach Gradil ging. Mit Torres Vedras, Bombarral und Caldas da Rainha wurden drei kleinere Städte durchfahren, ehe die Straße 75 Kilometer vor dem Ziel erneut zu steigen begann. Über zwei kurze Anstiege ging es nach Alcobaça, wo das Kloster Alcobaça steht. Hier wurde bei Kilometer 140,2 ein Zwischensprint mit Zeitbonifikationen ausgefahren. Nach einer weiteren Kuppe wurde Batalha mit dem Mosteiro da Batalha erreicht. Auf der EN356 begann die Straße erneut zu steigen und führte über drei Stufen nach Covão da Carvalha. Hier wurde mit der Alto de Batalha (381 m) 18,5 Kilometer vor dem Ziel eine weitere Bergwertung der 4. Kategorie abgenommen. Nach einer kurzen Abfahrt wurde Fátima erreicht, ehe die Strecke abschüssig über Loureira nach Ourém führte. Der Zielort wurde über die N113 erreicht.
|                            | Ort                | Kilometer | Länge (km) | Höhe (m) | Ø Steigung |
| -------------------------- | ------------------ | --------- | ---------- | -------- | ---------- |
| neutralisierter Start      | Cascais            | −7        |            |          |            |
| offizieller Start          | N427               | 0         |            |          |            |
| Bergwertung (4. Kategorie) | Alto do Lagoa Azul | 8,9       | 5,7        | 284      | 4,6 %      |
| Zwischensprint             | Alcobaça           | 140,2     |            |          |            |
| Bonussprint                | Alcobaça           | 140,2     |            |          |            |
| Bergwertung (4. Kategorie) | Alto de Batalha    | 172,5     | 7,1        | 381      | 3,3 %      |
| Ziel                       | Ourém              | 191       |            |          |            |

## Rennverlauf
Unmittelbar nach dem offiziellen Start setzten sich mit Ibon Ruiz (Kern Pharma) und Luis Ángel Maté (Euskaltel-Euskadi) zwei Fahrer vom Hauptfeld ab. Die beiden führten über die erste Bergwertung der Alto do Lagoa Azul (284 m), wobei sich Luis Ángel Maté die meisten Punkte sicherte. Im Anschluss fuhren die Ausreißer einen maximalen Vorsprung von rund fünf Minuten heraus. Rund 90 Kilometer vor dem Ziel kam es im Hauptfeld zu einem Sturz, in den Rainer Kepplinger (Bahrain Victorious) und Dylan van Baarle (Visma-Lease a Bike) involviert waren. Letzterer musste das Rennen schließlich 40 Kilometer später aufgrund der Sturzfolgen mit einer gebrochenen Hüfte aufgeben. Beim Zwischensprint in Alcobaça sicherte sich Luis Ángel Maté die meisten Punkte und Zeitbonifikationen vor Ibon Ruiz. Dahinter setzte sich Kaden Groves (Alpecin-Deceuninck) vor Wout van Aert (Visma-Lease a Bike) und Mathias Vacek (Lidl-Trek) durch, wobei die beiden letztgenannten keine Zeitgutschriften erhielten. Kurz nach dem Zwischensprint wurden die Ausreißer vom Hauptfeld gestellt. Kurz vor dem letzten Anstieg des Tages, der Alto de Batalha (381 m), griff Mauri Vansevenant (Soudal Quick-Step) an und Marc Soler (UAE Team Emirates) folgte ihm. Das Duo konnte sich jedoch nicht entscheidend absetzen und wurde noch vor der Bergwertung eingeholt. Hier sicherte sich Stefan Küng (Groupama-FDJ) vor Roger Adrià (Red Bull–Bora–Hansgrohe) die einzigen Punkte. Aufgrund der vielen Zuseher kam der Gesamtzweite Mathias Vacek in der Auffahrt zu Sturz, konnte das Rennen jedoch fortsetzen und schloss wenig später zum Hauptfeld auf.
Auf den letzten drei Kilometern löste Jhonatan Narváez (Ineos Grenadiers) einen größeren Sturz im Hauptfeld aus, wobei auch sein Teamkollege Joshua Tarling und Max Poole (dsm-firmenich PostNL) zu Boden gingen. Alle gestürzten Fahrer konnten das Rennen jedoch fortsetzen und verloren aufgrund der 3-Kilometer-Regel keine Zeit im Gesamtklassement. Im Finale fuhr Edoardo Affini (Visma-Lease a Bike) den Sprint auf der leicht ansteigenden Zielgeraden für Wout van Aert an. Dieser ging rund 150 Meter vor dem Ziel aus dem Windschatten, wurde jedoch kurz darauf von Kaden Groves überholt, der seinen insgesamt fünften Vuelta-a-España-Etappensieg feierte. Wout van Aert belegte vor Corbin Strong (Israel-Premier Tech) den zweiten Rang und sicherte sich so sechs Bonussekunden, womit er das Rote Trikot übernahm.
In der Gesamtwertung lag Wout van Aert nun drei Sekunden vor Brandon McNulty (UAE Team Emirates) und fünf Sekunden vor Mathias Vacek. Der Tscheche lag weiterhin an der Spitze der Nachwuchswertung. Mit seinem Etappensieg übernahm Kaden Groves die Führung in der Punktewertung, während Stefan Küng nun die Bergwertung anführte. Der Schweizer lag zwar punktegleich mit dem Spanier Luis Ángel Maté auf der ersten Position, führte jedoch über den höheren Anstieg. Der Spanier hingegen wurde zum aktivsten Fahrer gewählt. In der Mannschaftswertung lag weiterhin das UAE Team Emirates an der Spitze. Mit Ausnahme von Dylan van Baarle erreichten alle Starter das Ziel, womit noch 175 Fahrer in der Rundfahrt verblieben.

## Ergebnis
| \| Etappenergebnis \| Etappenergebnis \| Etappenergebnis \| Etappenergebnis \| Etappenergebnis \| \| Fahrer \| Fahrer \| Land \| Team \| Zeit \| \| --------------- \| ------------------- \| ---------------- \| -------------------------- \| --------------- \| \| 1. \| Kaden Groves \| Australien \| Alpecin-Deceuninck \| 5 h 12 min 55 s \| \| 2. \| Wout van Aert \| Belgien \| Team Visma \\| Lease a Bike \| + 0 s \| \| 3. \| Corbin Strong \| Neuseeland \| Israel-Premier Tech \| + 0 s \| \| 4. \| Pau Miquel \| Spanien \| Equipo Kern Pharma \| + 0 s \| \| 5. \| Lennert Van Eetvelt \| Belgien \| Lotto Dstny \| + 0 s \| \| 6. \| Pavel Bittner \| Tschechien \| Team dsm-firmenich PostNL \| + 0 s \| \| 7. \| Jon Aberasturi \| Spanien \| Euskaltel-Euskadi \| + 0 s \| \| 8. \| Alexander Wlassow \| Neutrales Banner \| Red Bull-Bora-Hansgrohe \| + 0 s \| \| 9. \| Brandon Rivera \| Kolumbien \| Ineos Grenadiers \| + 0 s \| \| 10. \| Filippo Baroncini \| Italien \| UAE Team Emirates \| + 0 s \| |                     |                  |                            |                 |
| |                     |                  |                            |                 |
| Quelle: ProCyclingStats |                     |                  |                            |                 |
| Etappenergebnis |                     |                  |                            |                 |
| Fahrer | Fahrer              | Land             | Team                       | Zeit            |
| 1. | Kaden Groves        | Australien       | Alpecin-Deceuninck         | 5 h 12 min 55 s |
| 2. | Wout van Aert       | Belgien          | Team Visma \| Lease a Bike | + 0 s           |
| 3. | Corbin Strong       | Neuseeland       | Israel-Premier Tech        | + 0 s           |
| 4. | Pau Miquel          | Spanien          | Equipo Kern Pharma         | + 0 s           |
| 5. | Lennert Van Eetvelt | Belgien          | Lotto Dstny                | + 0 s           |
| 6. | Pavel Bittner       | Tschechien       | Team dsm-firmenich PostNL  | + 0 s           |
| 7. | Jon Aberasturi      | Spanien          | Euskaltel-Euskadi          | + 0 s           |
| 8. | Alexander Wlassow   | Neutrales Banner | Red Bull-Bora-Hansgrohe    | + 0 s           |
| 9. | Brandon Rivera      | Kolumbien        | Ineos Grenadiers           | + 0 s           |
| 10. | Filippo Baroncini   | Italien          | UAE Team Emirates          | + 0 s           |

## Gesamtstände
| \| Gesamtwertung \| Gesamtwertung \| Gesamtwertung \| Gesamtwertung \| Gesamtwertung \| \| Fahrer \| Fahrer \| Land \| Team \| Zeit \| \| ------------- \| --------------- \| ---------------------- \| -------------------------- \| --------------- \| \| 1. \| Wout van Aert \| Belgien \| Team Visma \\| Lease a Bike \| 5 h 25 min 27 s \| \| 2. \| Brandon McNulty \| Vereinigte Staaten \| UAE Team Emirates \| + 3 s \| \| 3. \| Mathias Vacek \| Tschechien \| Lidl-Trek \| + 5 s \| \| 4. \| Stefan Küng \| Schweiz \| Groupama-FDJ \| + 9 s \| \| 5. \| Edoardo Affini \| Italien \| Team Visma \\| Lease a Bike \| + 11 s \| \| 6. \| Joshua Tarling \| Vereinigtes Königreich \| Ineos Grenadiers \| + 11 s \| \| 7. \| Mauro Schmid \| Schweiz \| Team Jayco AlUla \| + 19 s \| \| 8. \| Primož Roglič \| Slowenien \| Red Bull-Bora-Hansgrohe \| + 20 s \| \| 9. \| Bruno Armirail \| Frankreich \| Decathlon-AG2R La Mondiale \| + 21 s \| \| 10. \| João Almeida \| Portugal \| UAE Team Emirates \| + 22 s \| |                 |                        |                            |                 |
| |                 |                        |                            |                 |
| Quelle: ProCyclingStats |                 |                        |                            |                 |
| Gesamtwertung |                 |                        |                            |                 |
| Fahrer | Fahrer          | Land                   | Team                       | Zeit            |
| 1. | Wout van Aert   | Belgien                | Team Visma \| Lease a Bike | 5 h 25 min 27 s |
| 2. | Brandon McNulty | Vereinigte Staaten     | UAE Team Emirates          | + 3 s           |
| 3. | Mathias Vacek   | Tschechien             | Lidl-Trek                  | + 5 s           |
| 4. | Stefan Küng     | Schweiz                | Groupama-FDJ               | + 9 s           |
| 5. | Edoardo Affini  | Italien                | Team Visma \| Lease a Bike | + 11 s          |
| 6. | Joshua Tarling  | Vereinigtes Königreich | Ineos Grenadiers           | + 11 s          |
| 7. | Mauro Schmid    | Schweiz                | Team Jayco AlUla           | + 19 s          |
| 8. | Primož Roglič   | Slowenien              | Red Bull-Bora-Hansgrohe    | + 20 s          |
| 9. | Bruno Armirail  | Frankreich             | Decathlon-AG2R La Mondiale | + 21 s          |
| 10. | João Almeida    | Portugal               | UAE Team Emirates          | + 22 s          |

| Punktewertung | Punktewertung       | Punktewertung      | Punktewertung              | Punktewertung |
| Fahrer        | Fahrer              | Land               | Team                       | Punkte        |
| ------------- | ------------------- | ------------------ | -------------------------- | ------------- |
| 1.            | Kaden Groves        | Australien         | Alpecin-Deceuninck         | 65 P.         |
| 2.            | Wout van Aert       | Belgien            | Team Visma \| Lease a Bike | 58 P.         |
| 3.            | Mathias Vacek       | Tschechien         | Lidl-Trek                  | 27 P.         |
| 4.            | Brandon McNulty     | Vereinigte Staaten | UAE Team Emirates          | 20 P.         |
| 5.            | Luis Ángel Maté     | Spanien            | Euskaltel-Euskadi          | 20 P.         |
| 6.            | Corbin Strong       | Neuseeland         | Israel-Premier Tech        | 20 P.         |
| 7.            | Pau Miquel          | Spanien            | Equipo Kern Pharma         | 18 P.         |
| 8.            | Ibon Ruiz           | Spanien            | Equipo Kern Pharma         | 17 P.         |
| 9.            | Lennert Van Eetvelt | Belgien            | Lotto Dstny                | 16 P.         |
| 10.           | Pavel Bittner       | Tschechien         | Team dsm-firmenich PostNL  | 14 P.         |

| Bergwertung | Bergwertung     | Bergwertung | Bergwertung             | Bergwertung |
| Fahrer      | Fahrer          | Land        | Team                    | Punkte      |
| ----------- | --------------- | ----------- | ----------------------- | ----------- |
| 1.          | Stefan Küng     | Schweiz     | Groupama-FDJ            | 2 P.        |
| 2.          | Luis Ángel Maté | Spanien     | Euskaltel-Euskadi       | 2 P.        |
| 3.          | Roger Adrià     | Spanien     | Red Bull-Bora-Hansgrohe | 1 P.        |
| 4.          | Ibon Ruiz       | Spanien     | Equipo Kern Pharma      | 1 P.        |

| Nachwuchswertung | Nachwuchswertung  | Nachwuchswertung       | Nachwuchswertung        | Nachwuchswertung |
| Fahrer           | Fahrer            | Land                   | Team                    | Zeit             |
| ---------------- | ----------------- | ---------------------- | ----------------------- | ---------------- |
| 1.               | Mathias Vacek     | Tschechien             | Lidl-Trek               | 5 h 25 min 32 s  |
| 2.               | Joshua Tarling    | Vereinigtes Königreich | Ineos Grenadiers        | + 6 s            |
| 3.               | Mauro Schmid      | Schweiz                | Team Jayco AlUla        | + 14 s           |
| 4.               | Florian Lipowitz  | Deutschland            | Red Bull-Bora-Hansgrohe | + 19 s           |
| 5.               | Mattias Skjelmose | Dänemark               | Lidl-Trek               | + 20 s           |
| 6.               | Filippo Baroncini | Italien                | UAE Team Emirates       | + 24 s           |
| 7.               | Antonio Tiberi    | Italien                | Bahrain Victorious      | + 25 s           |
| 8.               | Marco Frigo       | Italien                | Israel-Premier Tech     | + 26 s           |
| 9.               | Pablo Castrillo   | Spanien                | Equipo Kern Pharma      | + 27 s           |
| 10.              | Thymen Arensman   | Niederlande            | Ineos Grenadiers        | + 27 s           |

| Mannschaftswertung | Mannschaftswertung         | Mannschaftswertung           | Mannschaftswertung |
| Team               | Team                       | Land                         | Zeit               |
| ------------------ | -------------------------- | ---------------------------- | ------------------ |
| 1.                 | UAE Team Emirates          | Vereinigte Arabische Emirate | 16 h 17 min 13 s   |
| 2.                 | Lidl-Trek                  | Vereinigte Staaten           | + 12 s             |
| 3.                 | Team Visma \| Lease a Bike | Niederlande                  | + 13 s             |
| 4.                 | Red Bull-Bora-Hansgrohe    | Deutschland                  | + 24 s             |
| 5.                 | Ineos Grenadiers           | Vereinigtes Königreich       | + 40 s             |
| 6.                 | Team Jayco AlUla           | Australien                   | + 54 s             |
| 7.                 | Bahrain Victorious         | Bahrain                      | + 59 s             |
| 8.                 | Groupama-FDJ               | Frankreich                   | + 1 min 13 s       |
| 9.                 | Decathlon-AG2R La Mondiale | Frankreich                   | + 1 min 14 s       |
| 10.                | Equipo Kern Pharma         | Spanien                      | + 1 min 15 s       |

## Ausgeschiedene Fahrer
- Dylan van Baarle (Team Visma-Lease a Bike) gab das Rennen wegen Sturzfolgen auf[5]